# Metaschoderite
La metaschoderite è un minerale.